# Parroquia de María Auxiliadora (Duggi)
La parroquia de María Auxiliadora es una iglesia parroquial en el barrio de Duggi de la ciudad de Santa Cruz de Tenerife (Islas Canarias, España). Se encuentra en la calle General Serrano y fue declarada Bien de Interés Cultural, con categoría de monumento.

## Historia
El edificio data de 1901, según inscripción en la parte superior de la fachada delantera. El uso religioso como iglesia parroquial se inició en el año 2000 y está dedicada a la Santísima Virgen en su advocación de María Auxilio de los Cristianos. La imagen de la Virgen procesiona cada año el día 24 de mayo, conmemoración según el santoral católico de María Auxiliadora. La procesión lleva más de 80 años desfilando, no siempre ha salido desde la parroquia. En su origen esta imagen la custodiaban las hermanas Salesianas del colegio Hogar Escuela María Auxiliadora de la calle La Rosa, años más tarde pasó al colegio de la Orden de los Salesianos, frente al antiguo hospital militar, hasta la demolición y traslado del colegio y la comunidad religiosa a San Cristóbal de La Laguna. El cambio de salida llegó a raíz de que en el año 2000, el edificio sito en la calle General Serrano, número 44; se habilitó como parroquia. 
La imagen de la Virgen fue bendecida el 2 de junio de 1947 por el padre salesiano Don Felipe Palomino, Inspector Provincial de la Congregación, máximo responsable de la Orden en España --Inspectoría de María Auxiliadora, con sede en Madrid, que agrupa a todas las obras de los Salesianos en España-. Amadrinó la imagen doña Isabel Zerolo, como donante, y la señora marquesa de Siete Fuentes. En 1950, Nuestra Señora Virgen María Auxiliadora fue declarada patrona de los barrios de Duggi y Galcerán. En 1960 la imagen fue coronada canónicamente.